# Jean Butez
Jean Butez (Lilla, 8 giugno 1995) è un calciatore francese, portiere del Como.

## Carriera
Cresciuto nelle giovanili del Lilla, ha esordito con la squadra riserve il 1º maggio 2013 disputando l'incontro di Championnat de France amateur perso 3-2 contro il Valenciennes 2.
Ha esordito fra i professionisti il 30 luglio 2017 disputando con il R.E. Mouscron l'incontro di campionato vinto 1-0 contro l'Ostenda.
Il 12 giugno 2020 viene acquistato dall'Anversa.
Il 7 gennaio 2025 viene acquistato dal Como. Appena tre giorni dopo il suo acquisto, il 10 gennaio, viene schierato titolare in campionato da Fàbregas, scalzando l'esperto Pepe Reina, nella trasferta di Roma contro la Lazio terminata 1-1.

## Statistiche

### Presenze e reti nei club
Statistiche aggiornate al 13 aprile 2025.
| Stagione             | Squadra              | Campionato           | Campionato | Campionato | Coppe nazionali | Coppe nazionali | Coppe nazionali | Coppe continentali | Coppe continentali | Coppe continentali | Altre coppe | Altre coppe | Altre coppe | Totale | Totale |
| Stagione             | Squadra              | Comp                 | Pres       | Reti       | Comp            | Pres            | Reti            | Comp               | Pres               | Reti               | Comp        | Pres        | Reti        | Pres   | Reti   |
| -------------------- | -------------------- | -------------------- | ---------- | ---------- | --------------- | --------------- | --------------- | ------------------ | ------------------ | ------------------ | ----------- | ----------- | ----------- | ------ | ------ |
| 2012-2013            | Lilla 2              | N2                   | 4          | -?         | -               | -               | -               | -                  | -                  | -                  | -           | -           | -           | 4      | -?     |
| 2013-2014            | Lilla 2              | N2                   | 8          | -?         | -               | -               | -               | -                  | -                  | -                  | -           | -           | -           | 8      | -?     |
| 2014-2015            | Lilla 2              | N2                   | 28         | -33        | -               | -               | -               | -                  | -                  | -                  | -           | -           | -           | 28     | -33    |
| 2015-2016            | Lilla 2              | N2                   | 18         | -?         | -               | -               | -               | -                  | -                  | -                  | -           | -           | -           | 18     | -?     |
| 2016-2017            | Lilla 2              | N2                   | 23         | -34        | -               | -               | -               | -                  | -                  | -                  | -           | -           | -           | 23     | -34    |
| Totale Lille 2       | Totale Lille 2       | Totale Lille 2       | 81         | -98        |                 | -               | -               |                    | -                  | -                  |             | -           | -           | 81     | -98    |
| 2017-2018            | R.E. Mouscron        | JPL                  | 8+2        | -15 + -1   | CB              | 1               | -1              | -                  | -                  | -                  | -           | -           | -           | 11     | -17    |
| 2018-2019            | R.E. Mouscron        | JPL                  | 24+6       | -23 + -13  | CB              | 1               | 0               | -                  | -                  | -                  | -           | -           | -           | 31     | -36    |
| 2019-2020            | R.E. Mouscron        | JPL                  | 16         | -21        | CB              | 0               | 0               | -                  | -                  | -                  | -           | -           | -           | 16     | -21    |
| Totale R.E. Mouscron | Totale R.E. Mouscron | Totale R.E. Mouscron | 48+8       | -59 + -14  |                 | 2               | -1              |                    | -                  | -                  |             | -           | -           | 58     | -74    |
| 2020-2021            | Anversa              | JPL                  | 18+6       | -25 + -11  | CB              | 0               | 0               | UEL                | 5                  | -3                 | -           | -           | -           | 29     | -39    |
| 2021-2022            | Anversa              | JPL                  | 34+6       | -38 + -10  | CB              | 0               | 0               | UEL                | 8                  | -14                | -           | -           | -           | 48     | -62    |
| 2022-2023            | Anversa              | JPL                  | 34+6       | -26 + -8   | CB              | 6               | -3              | UECL               | 6                  | -5                 | -           | -           | -           | 52     | -42    |
| 2023-2024            | Anversa              | JPL                  | 30+1       | -27 + -1   | CB              | 0               | -0              | UCL                | 7                  | -16                | SB          | 1           | -1          | 39     | -45    |
| 2024-gen. 2025       | Anversa              | JPL                  | 0          | 0          | CB              | 2               | -1              | -                  | -                  | -                  | -           | -           | -           | 2      | -1     |
| Totale Anversa       | Totale Anversa       | Totale Anversa       | 116+19     | -116 + -30 |                 | 8               | -4              |                    | 26                 | -38                |             | 1           | -1          | 170    | -189   |
| gen.-giu. 2025       | Como                 | A                    | 14         | -18        | CI              | -               | -               | -                  | -                  | -                  | -           | -           | -           | 19     | -19    |
| Totale carriera      | Totale carriera      | Totale carriera      | 291        | -336       |                 | 10              | -5              |                    | 26                 | -38                |             | 1           | -1          | 328    | -380   |

## Palmarès

### Club

#### Competizioni nazionali
- Coppa del Belgio: 1

Anversa: 2022-2023
- Campionato belga: 1

Anversa: 2022-2023
- Supercoppa del Belgio: 1

Anversa: 2023